# Grosse Pointe (Michigan)
Grosse Pointe ist eine Stadt in Wayne County von Michigan in den Vereinigten Staaten. Grosse Pointe ist ein Vorort von Detroit und Teil der Metro Detroit, mit einer überwiegend wohlhabenden Bevölkerung. Laut dem United States Census Bureau hat die Stadt eine Gesamtfläche von 5,8 km² mit 5.678 Einwohnern im Jahr 2020. Die Siedlung liegt am Lake St. Clair.

## Geschichte
Grosse Pointe wurde 1880 als Village gegründet, umfasste aber zu dieser Zeit auch das heutige Grosse Pointe Farms. Die Gemeinde wurde 1893 entlang ihrer heutigen Grenzen geteilt, um den Verkauf von Alkohol zu erlauben. Sie wurde 1934 zur Stadt erhoben.
Zusammen mit Grosse Pointe Park und Grosse Pointe Farms umfasst Grosse Pointe einen Teil der südlichen Pointes, die älter und dichter besiedelt sind als die nördlichen Pointes (Grosse Pointe Woods und Grosse Pointe Shores). Es wurde zwischen 1910 und 1930 als einer der ersten Pendlervororte von Detroit besiedelt; im vorherigen Jahrhundert war Grosse Pointe die Heimat von Cottages, Resorts, Farmen und weit auseinander liegenden Villen am Seeufer. Die Innenstadt von Grosse Pointe, die den Spitznamen „The Village“ trägt, wird von vielen als die zentrale Innenstadt für alle fünf Siedlungen die den Namen Grosse Pointe tragen betrachtet, obwohl jede von ihnen (außer Grosse Pointe Shores) mehrere Blocks mit eigenen Geschäften hat.

## Demografie
Nach einer Schätzung von 2019 leben in Grosse Pointe 5154 Menschen. Die Bevölkerung teilt sich auf in 92,2 % nicht-hispanische Weiße, 3,4 % Afroamerikaner, 0,4 % Asiaten und 3,5 % mit zwei oder mehr Ethnizitäten. Hispanics machten 2,9 % der Bevölkerung aus. Das mittlere Haushaltseinkommen lag bei 106.932 US-Dollar und die Armutsquote bei 3,6 %.

## Galerie

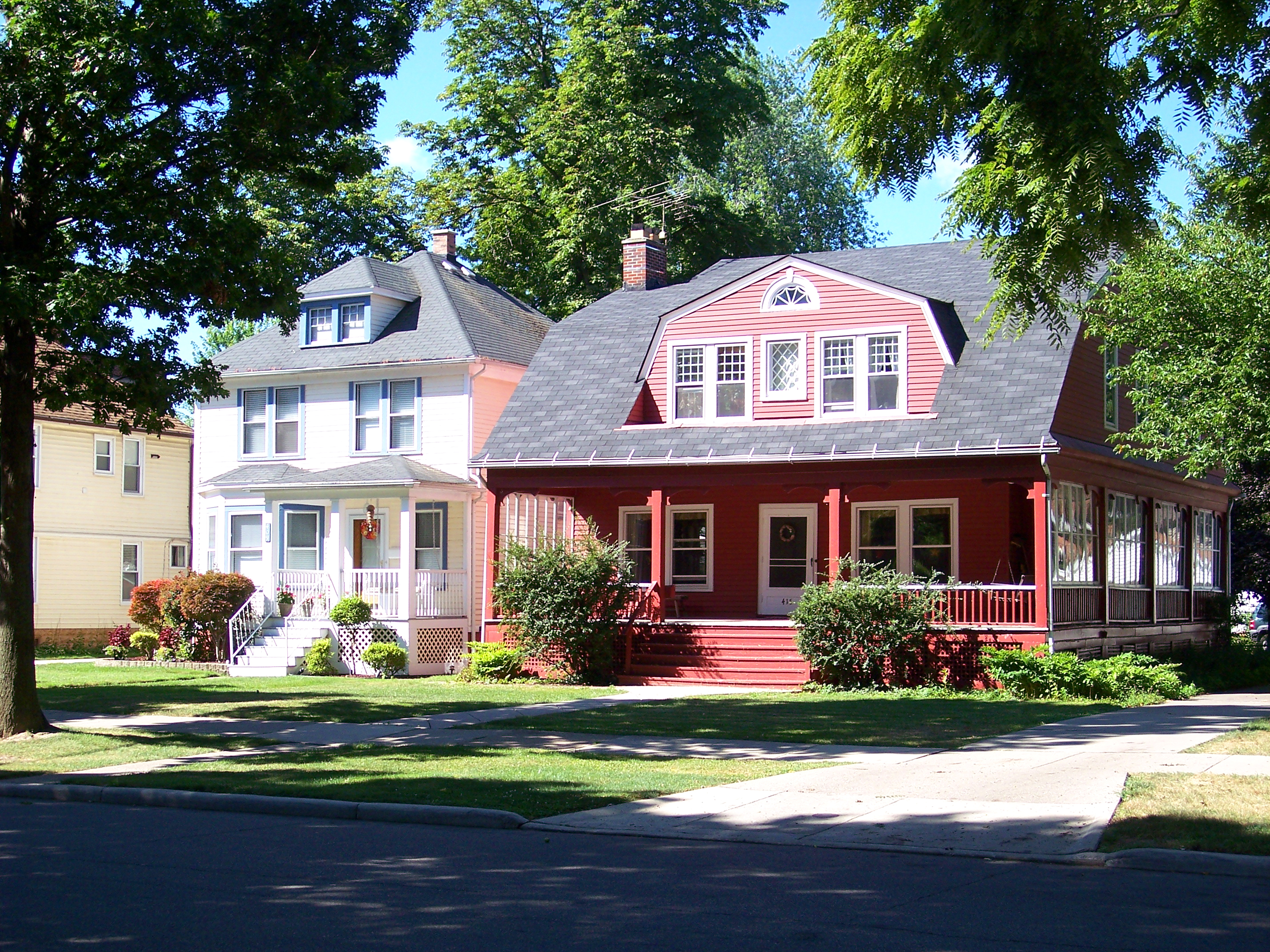
Wohnhäuser im viktorianischen Stil
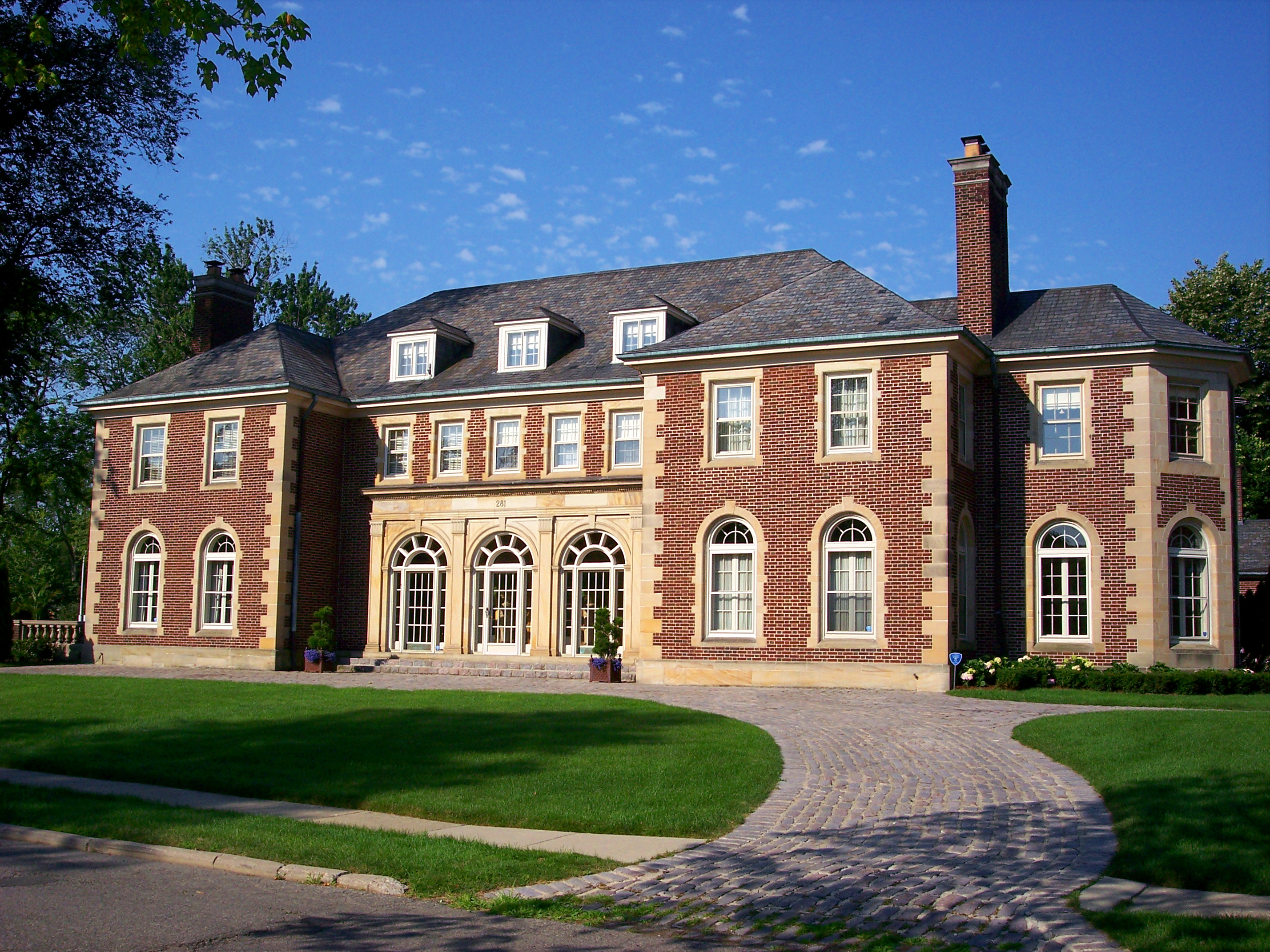
Grosse Pointe Mansion
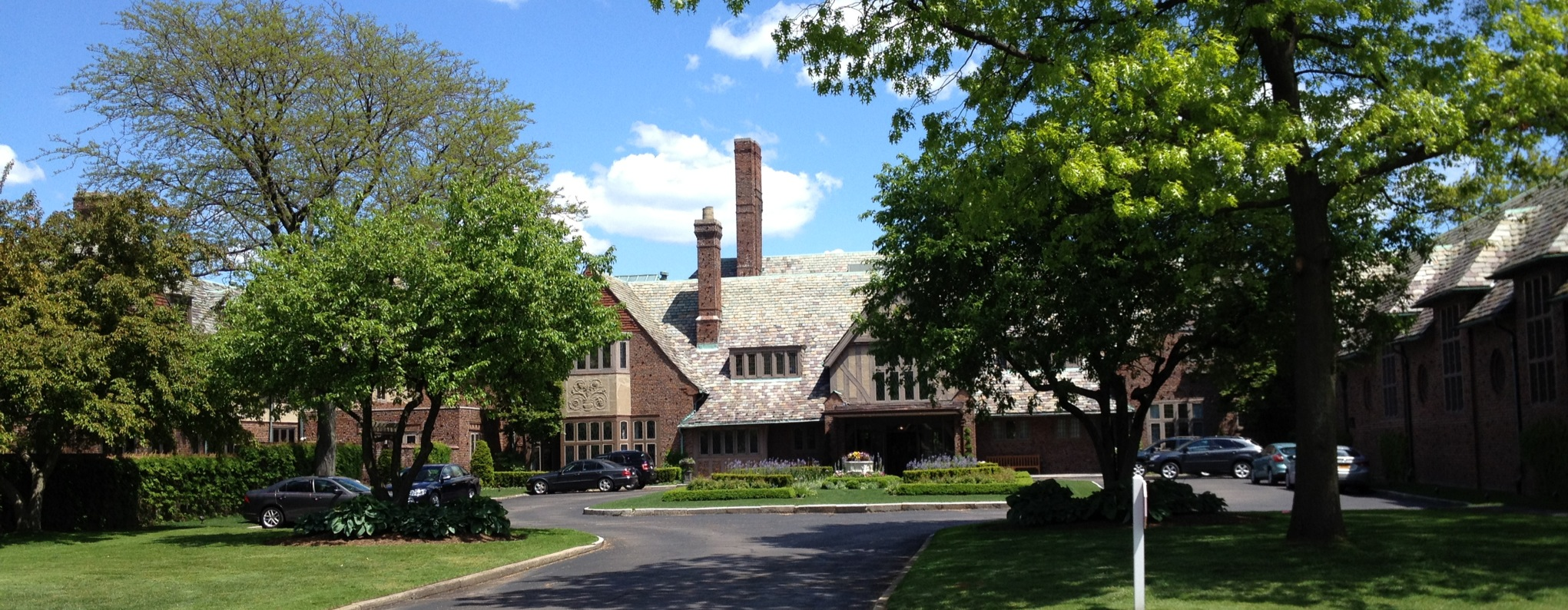
County Club
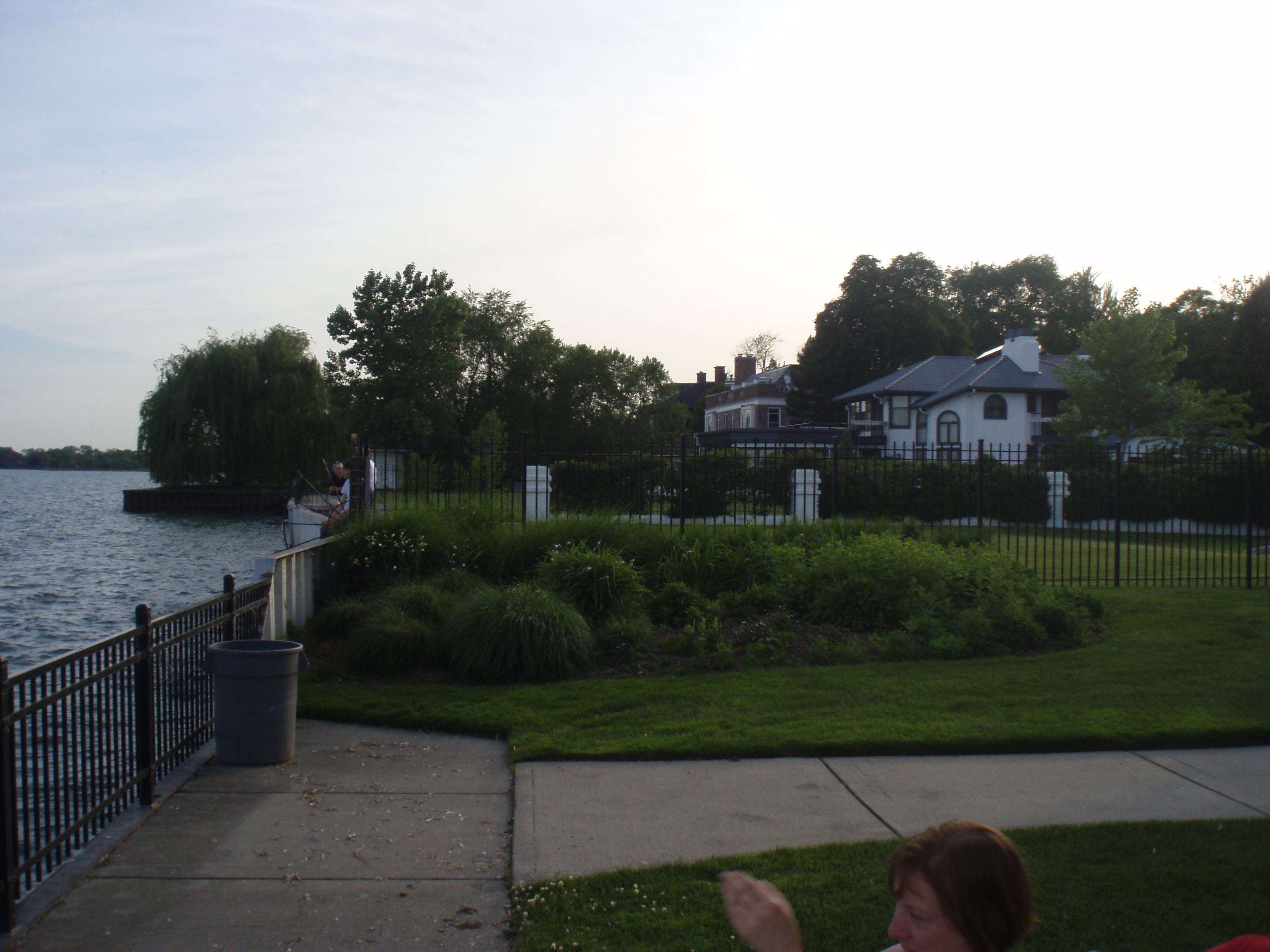
Uferlinie
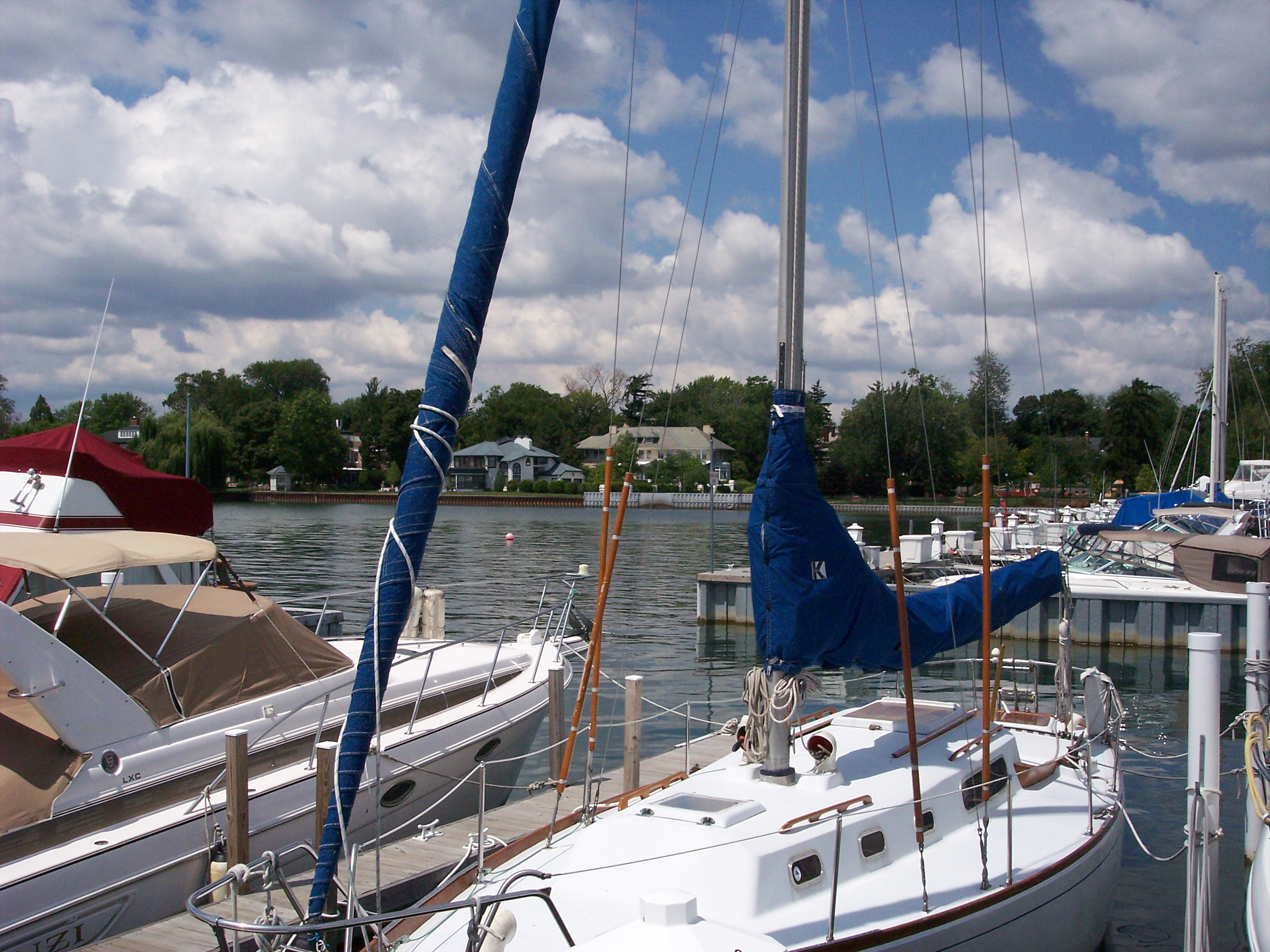
Boote am Lake St. Clair

## Persönlichkeiten
- Victorine du Pont-Homsey (1900–1998), Architektin
- Howard J. Wiarda (1939–2015), Politikwissenschaftler und Hochschullehrer
- Daniel Janies (* 1966), Evolutionsbiologe und Hochschullehrer
- Gregg Alexander (* 1970), Musiker, Songwriter und Musikproduzent
- Carly Piper (* 1983), Schwimmerin
- Alexandra DeLoof (* 1994), Schwimmerin
- Catie DeLoof (* 1997), Schwimmerin
- Maya Joint (* 2006), Tennisspielerin